# Maintenance logicielle adaptative
La maintenance logicielle adaptative consiste à faire évoluer une application logicielle lorsque son environnement change, afin d'assurer la continuité de fonctionnement du logiciel mais elle ne vise pas à en modifier les fonctionnalités.
La maintenance logicielle adaptative est liée à l’évolution des technologies ainsi qu’aux politiques et règles concernant les logiciels des usagers. Il s’agit notamment des modifications des système d’exploitation, du stockage dans le nuage, du matériel, etc.. 
La maintenance adaptative est, avec la maintenance corrective et la maintenance évolutive, l'une des trois activités principales de maintenance d'une application logicielle.